# Порожнеча!
«Порожнеча!» (англ. Blank!) — науково-фантастичне оповідання американського письменника Айзека Азімова, вперше опубліковане у червні 1957 в журналі Infinity Science Fiction. Редактор журналу запропонував трьом авторам написати оповідання з однаковою назвою, в результаті Азімов написав оповідання «Порожнеча!», Рендол Ґаррет — «Порожнеча?», а Гарлан Еллісон — «Порожнеча». Увійшло до збірки «Купуємо Юпітер та інші історії» (1975).

## Сюжет
Історія про вченого, який експериментує з подорожами в часі. Він переконує колегу приєднатися до нього в подорож в машині яку він розробив. Незважаючи на запевнення винахідника, що ніщо не може піти не так, мандрівники застрягають поза часом, між двома частками часу. Вони усвідомлюють, що в їхньому положенні не існує навіть вічності, а тільки одна порожнеча.